# Menemerus albocinctus
Menemerus albocinctus är en spindelart som beskrevs av Eugen von Keyserling 1890. Menemerus albocinctus ingår i släktet Menemerus och familjen hoppspindlar. Inga underarter finns listade i Catalogue of Life.